# Giosuè Ritucci
Giosuè Ritucci (né le 8 avril 1794 à Naples et mort le 31 janvier 1870  dans la même ville) est un militaire et homme politique italien, qui fut ministre de la Guerre du royaume des Deux-Siciles.

## Biographie
Giosuè Ritucci s'enrôle en 1807 et il participe à toutes les guerres napoléoniennes.
Le 4 novembre 1811, il est promu sous-lieutenant  dans le second régiment léger et en mars 1813, il devient lieutenant des grenadiers dans le même régiment se signalant lors de prise de Reggio d'Émilie. Il est décoré de chevalier de l'ordre des Deux-Siciles. Il continue sa carrière à Naples sous les rois bourbons. Promu capitaine le 22 septembre 1826, il a pour mission de capturer et de détruire une bande de brigands qui sévit dans les provinces de Palerme, Trapani, Caltanissetta et Girgenti ce qu'il conduit à bien. Pour cette action, il est décoré chevalier de l'ordre de François II, le 28 octobre 1836.
Le 8 avril 1844, il est promu major du second chasseur et il prend le commandement de la colonne Mobili, qui, à Nicastro, Catanzaro et Crotone s'oppose au brigandage.
Le 25 janvier 1848, il est blessé à une jambe au cours de la révolte de Palerme, et le 12 août, il est promu lieutenant-colonel. Le 15 juin 1849, il passe colonel et prend le commandement du septième de ligne. Le 21 décembre 1853, il est promu brigadier et prend le commandement de la brigade des carabiniers à pied et du premier régiment suisse. Le 19 avril 1860, il est promu maréchal de camp.
Il est ministre de la Guerre du royaume des Deux-Siciles et commande la place de Naples. Il est remplacé par le général Cutrofiano le 28 août 1860. Ritucci reste fidèle au roi François II et, après avoir commandé l'armée lors de la bataille du Volturno, il le suit à Gaète, où il est gouverneur de la forteresse lors de son siège par les troupes piémontaises. Après l'unification du royaume d'Italie, il est appelé aux armes sur les conseils de l'état-major autrichien, mais il refuse en disant : « Dans la vie on ne prête serment qu'une fois et j'ai prêté serment d'allégeance aux Bourbons de Naples!" »

## Récompenses et distinctions
En plus des distinctions déjà mentionnées, il reçoit :
- la croix de l'ordre de Saint-Stanislas conférée par le tzar de Russie;
- la croix de l'ordre royal et militaire de Saint-Georges de la Réunion (it), qu'il obtient pour sa conduite à Palerme en 1848;
- Commandeur de l'ordre de Saint-Sylvestre donné par le pape Pie IX;
- le Mérite de bronze accordé par le pape pour la campagne de Rome de 1849.

## Crédit d'auteurs
- (it) Cet article est partiellement ou en totalité issu de l’article de Wikipédia en italien intitulé « Giosuè Ritucci » (voir la liste des auteurs).